# Josse Clichtove
Josse [van] Clichtove ou Jodocus Clichtoveus est un théologien, né en 1472 à Nieuport (dans le Comté de Flandre) et mort en 1543 à Chartres (en France).

## Biographie
Josse Clichtove étudia à Louvain, puis à Paris pour poursuivre ses études de philosophie et de théologie. Devenu docteur en théologie en 1506, il fut nommé professeur à la Sorbonne. En 1515, il travailla pour Louis Guillard, évêque de Tournai. Il retourna à Paris et en 1527 partit pour Chartres, où Guillard avait été nommé. Il prit une part active au concile de Sens en 1528, convoqué à Paris par le cardinal Antoine Duprat (1463–1535), chancelier de France; et réunit dans un ouvrage divers arguments contre les protestants.
D'abord champion de la réforme dans sa jeunesse, pendant ses études de philosophie et de théologie, il se consacra ensuite à combattre les doctrines de Martin Luther. Son œuvre est particulièrement importante et va de la philosophie à la théologie. Il commenta divers traités d'Aristote : sur la logique, la philosophie naturelle, l'éthique, l'arithmétique, et la géométrie. Il écrivit aussi des études sur plusieurs livres de la Bible, édita et commenta les écrits de plusieurs Pères et docteurs de l'Église.

## Œuvres
- De vera nobilitate opusculum (Paris, 1512).
- Elucidatorium ecclesiasticum (Paris, 1516).
- De vita et moribus sacerdotum (Paris, 1519).
- De Veneratione sanctorum opusculum (Paris, 1523).
- Antilutherus (Paris, 1524).
- Propugnaculum ecclesiae adversus Lutheranos (Paris, 1526).
- De Sacramento Eucharistiae contra Oecolampadium (Paris, 1526).
- Compendium veritatum ad fidem pertinentium contra erroneas Lutheranorum assertiones ex dictis et actis in concilio provinciali Senonensi apud Parisios celebrato (Paris, 1529).
- Sermones (Paris, 1534).
- Convulsio calumniarum Ulrichi Veleni quibus S. Petrum nunquam Romae fuisse cavillatur (Paris, 1535).
- Fundamentum Logicae. Introductio in terminorum cognitionem, in libros logicorum Aristotelis (Paris, 1538).

## Sources
- Charles Dubray, Josse Clichtove, in The Catholic Encyclopedia. New York, Robert Appleton Company, 1908, vol. 4 (entrée consultée le 15 février 2010 sur le site New Advent.)
- Jean-Pierre Massaut, Josse Clichtove, l'humanisme et la réforme du clergé, Paris, Les Belles Lettres, 1968

## Textes en ligne
- Epitome compendiariaque collectio in libros Veteris et Novi Testament...
- Divi Cyrilli Patriarchae Alexandrini...